# Mount Isa
Mount Isa je hornické město v Austrálii. Nachází se na Leichhardtově řece v severozápadní části státu Queensland, od Brisbane je vzdáleno 1800 km. Žije v něm přibližně 18 tisíc obyvatel.
Město se nachází na území domorodého kmene Kalkadoonů. V roce 1923 zde prospektor John Campbell Miles objevil bohatá naleziště kovových rud, což vedlo k založení osady. V roce 1968 byla Mount Isa povýšena na město. Firma Mount Isa Mines produkuje stříbro, olovo, zinek a měď. Podle statistiky z roku 2011 pracuje v těžebním průmyslu 28 % obyvatel města. Výzkumy prokázaly u místních dětí zvýšenou hladinu těžkých kovů v organismu. Okolí Mount Isy je dobytkářskou oblastí, ve městě se pořádá největší australské rodeo.
Mount Isa leží v nadmořské výšce 356 m. Oblast má semiaridní podnebí, jako zdroj pitné vody byla vybudována přehrada Moondarra. Významnými turistickými atrakcemi v okolí města jsou národní park Boodjamulla a archeologická lokalita Riversleigh. Městem prochází dálnice Barkly Highway.
Město Mount Isa zaujímá rozlohu 43 188 km². Je proto uvedeno v Guinnessově knize rekordů jako sídlo s největší plochou na světě a cesta z centra na předměstí Camooweal, dlouhá 189 km, je pokládána za nejdelší místní komunikaci na světě.

## Rodáci
- Greg Norman (* 1955), golfista
- Deborah Mailmanová (* 1972), herečka
- Patrick Rafter (* 1972), tenista